# Parque del Este (Costa Rica)
El Parque del Este (formalmente Parque Recreativo del Este) es un parque urbano estatal, ubicado en el distrito de San Rafael, en el cantón de Montes de Oca, Costa Rica, a una altitud promedio de 1350 m s. n. m.
Esta área boscosa constituye una importante zona deportiva, cultural y recreativa que consta de 24 hectáreas, siendo por lo tanto, el tercer parque más grande del  Gran Área Metropolitana de San José, luego del Parque Metropolitano La Sabana y del Parque de la Paz.
La topografía es naturalmente irregular, delimitada al norte por la profunda cuenca del río Torres.  Al sur tiene un único acceso desde la ruta nacional 202.

## Historia
En la década de 1970, este sitio contenía un pequeño bosque con especies arbóreas nativas y cafetales; en ese entonces, era conocido como el «Beneficio Escalante» (incluido dentro de la «Finca Irazú») y se utilizaba como recibidor de café de las localidades vecinas. 
Debido a los cambios impulsados por el Estado en el  uso del suelo en buena parte de ese distrito, la propiedad pasó a manos del Instituto Nacional de Vivienda y Urbanismo (INVU) en 1978, con la finalidad de ser urbanizada con viviendas de clase popular; sin embargo, el proyecto finalmente fue desestimado luego de dos años en estudio de factibilidad. 
En 1980, durante el gobierno de Rodrigo Carazo Odio y a  petición de la primera dama de la República, Estrella Zeledón, el INVU la cedió en préstamo al Poder Ejecutivo para proyectos de la Oficina de la primera dama. En ese entonces, se eliminaron las plantaciones de café y se reforestó con especies exóticas  -aunque de rápido crecimiento-, en su mayoría eucaliptos, cipreses y pinos.
EL parque fue diseñado y ejecutado por el arquitecto Carlos Valenzuela Fonseca, y fue adquirido formalmente por el Estado a inicios de la década de los 80s.
A partir de 1982 la administración fue asumida por la Dirección General de Educación Física y Deportes (DGEFYD), actualmente denominada Instituto Costarricense del Deporte y la Recreación (ICODER), órgano encargado de su mantenimiento,  resguardo y recaudación por ingresos de visitantes.  
Con el paso del tiempo, el Parque del Este se convirtió en una alternativa de recreación para quienes carecen de tiempo y mayores recursos para visitar otros atractivos alejados del sector este del Gran Área Metropolitana.

## Servicios
El Parque del Este cuenta con  dos piscinas (que están temporalmente deshabilitadas), una cancha sobre superficie de arena, dos canchas con césped para fútbol, dos para la práctica del baloncesto, área de juegos infantiles que incluye ocho casitas miniatura donde los niños y niñas disfrutan compartiendo en “el vecindario de los enanos”. Además, dispone de un espacio para acampar, algunos ranchos para pícnic y su principal atractivo, los senderos que se abren paso entre la montaña.
Hay servicios sanitarios, duchas y agua potable, aunque no se ofrece servicio de soda.   No está permitido el consumo de bebidas alcohólicas, tampoco fumar.   Sí está habilitado el ingreso de mascotas, siempre y cuando usen correa y en caso de animales peligrosos, deben tener bozal.   El dueño está en la obligación de recoger los excrementos de su mascota.